# Tropische/Subtropische Trockengebiete

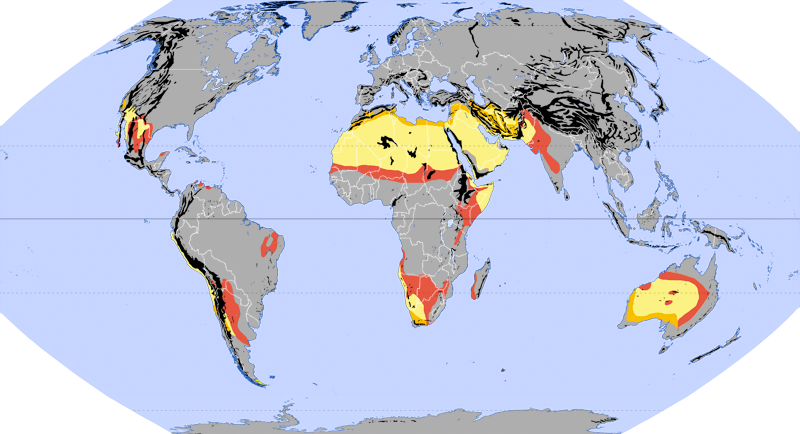
Tropisch / subtropische Trockengebiete:
winterfeuchte Gras- und Strauchsteppen
sommerfeuchte Dornsavannen und -steppen
Wüsten und Halbwüsten

Die Zone der Tropisch/subtropischen Trockengebiete ist eine der neun weltumspannenden Ökozonen nach Jürgen Schultz. Sie nimmt heute etwa 20,8 % der irdischen Landoberfläche ein. Anfang des 21. Jahrhunderts sind davon noch etwa 60 % in einem weitgehend naturnahen Zustand.
Sie liegt in der subtropischen und tropischen Klimazone. Nach der vorherrschenden Vegetation kann sie weiterhin in die Landschaftstypen Subtropische Steppe, Dornsavanne, Heiße Halbwüste und -Wüste untergliedert werden.
Die Grenzen der Tropisch/subtropischen Trockengebiete sind in der Realität fließend, so dass eine exakte Ausdehnung – wie auf der Karte gezeichnet – faktisch nicht festgelegt werden kann. Diese Tatsache wird verständlich, wenn man vergleichbare geozonale Modelle heranzieht, die z. T. deutliche Abweichungen aufweisen. Betrachten Sie dazu beispielsweise das vergleichbare Zonobiom der heißen Halbwüsten und Wüsten auf der Karte der Zonobiome nach Walter und Breckle oder die FAO Ecozones.
Die trockenen Tropen sind der Teil der Tropen, in dem höchstens drei der zwölf Monate des Jahres humid sind. In den übrigen neun oder mehr Monaten übersteigt die (potentielle) Verdunstung die Menge der Niederschläge. Daher finden sich in diesen Gebieten vor allem Halbwüsten und Wüsten.